# Johann-Adolf Cohausz
Johann-Adolf Cohausz (* 22. April 1947 in Paderborn) ist ein deutscher Diplomat, Regierungssprecher und Staatssekretär a. D.

## Leben
Johann-Adolf Cohausz, Sohn von Alfred Cohausz und Margarethe Cohausz, geborene Donders, absolvierte am staatlichen altsprachlichen Gymnasium Theodorianum in Paderborn das Abitur.
Ab 1968/1969 studierte er Philologie, Geschichte und slawischen Sprachen. Aus dieser Zeit stammt sein Interesse an politischen Umbrüchen. Seine erste größere Publikation galt den Arbeiter- und Soldatenräten im Jahr 1918/1919. Im Jahr 1969 wechselte er zum Studium der Rechtswissenschaften und schloss sein Jura-Studium im Jahr 1977 ab. Von 1977 bis 1978 war er wissenschaftlicher Assistent und Lehrbeauftragter für Öffentliches Recht an der Universität Bielefeld. Seine Forschungstätigkeit setzte er bei der Europäischen Menschenrechtskommission von 1978 bis 1980 in Straßburg fort. Neben- und ehrenamtlich absolvierte er eine Ausbildung als Telefonseelsorger und wirkte in dieser Funktion auch einige Zeit.
Im Jahr 1980 trat er in den Auswärtigen Dienst ein. Es folgten Auslandsstationen an den Deutschen Vertretungen in Kamerun, Atlanta, New York als Sprecher der Ständigen Vertretung bei den Vereinten Nationen, Straßburg und Buenos Aires. Im Inland leitete er in den Jahren von 1990 bis 1992 das Büro des Koordinators für die transatlantische Zusammenarbeit und wechselte von 1993 bis 1998 als Leiter des Büros für Auswärtige Beziehungen zunächst zur CDU/CSU-Bundestagsfraktion und später zur CDU.
Er war Mitglied des Vorstands der Europäischen Volkspartei (EVP) und des Exekutivkomitees der Christlich-Demokratischen Internationale (CDI). In den Jahren von 2001 bis 2004 vertrat er als Gesandter die deutschen Interessen in Argentinien. In den Jahren von 2004 bis 2007 war er im Auswärtigen Amt zuständig für den Europäischen Wirtschaftsraum (EWR), den Europarat (EuR) und die bilateralen Beziehungen zur Schweiz, Norwegen, Island und Liechtenstein. Von 2007 bis 2009 war er Generalkonsul in Dubai.
Im Jahr 2009 wurde er zum Regierungssprecher des Freistaates Sachsen und als Staatssekretär in der Staatskanzlei nach Dresden berufen.
Seit Juni 2012 ist er im Ruhestand und berät heute Unternehmer in politisch-wirtschaftlichen Grundsatzfragen. Von 2011 bis 2019 war er Mitglied des Rundfunkrates der Deutschen Welle (DW). Ehrenamtlich engagierte er sich als Konventionsbeauftragter des DRK-Kreisverbandes Dresden, als Kuratoriumsmitglied der Gottfried-Silbermann-Gesellschaft in Freiberg und bis 2019 als Vorsitzender des Fördervereins des Militärhistorischen Museums der Bundeswehr (MHM) in Dresden.